# Trisha Fallon
Trisha Nicole Fallon getrouwd met Dykstra (Melbourne, Victoria, 23 juli 1972) is een Australische basketbalspeelster. Ze nam driemaal deel aan de Olympische Spelen en behaalde hierbij twee zilveren en een bronzen medaille.

## Clubbasketbal
Fallon begon haar loopbaan in eigen land in de WNBL bij Australian Institute of Sport, waarna ze van 1993 tot 1997 zou uitkomen voor Sydney Flames.  Met deze laatste club werd ze twee maal Australisch landskampioen in 1993 en 1997. In 1998 ging ze spelen voor PF Schio in Italië. In 1999 ging ze spelen voor de Minnesota Lynx in de WNBA. Hierna speelde ze in weer voor Sydney Flames en PF Schio. In 2001 speelde ze voor Phoenix Mercury in de WNBA. In 2001 ging ze spelen voor Ros Casares Valencia in Spanje. Met Valencia werd ze twee maal Spaans landskampioen in 2002 en 2004. Ook won ze de Spaanse beker in 2002, 2003, 2004. In 2004 keerde ze terug bij Sydney Uni Flames.

## Nationaal elftal
Fallon werd voor het eerst geselecteerd voor de 'Opals' in 1994. In 1996 maakte Fallon een eerste keer deel uit van de Australische olympische selectie. De Australische vrouwen wonnen het brons. In 2000 maakte Fallon een tweede keer deel uit van de Australische olympische selectie. De Australische vrouwen troffen de Verenigde Staten in de finale, waarin ze verloren. In 2004 maakte Fallon een derde keer deel uit van de Australische olympische selectie. De Australische vrouwen troffen de Verenigde Staten weer in de finale, waarin ze verloren.

## Privé
Fallon trouwde met Stuart Dykstra op 29 juli 2007 in Port Douglas, Queensland.

## Erelijst
Sydney Flames
- Australisch landskampioen: 1993, 1997

 Australië
- 1995:  Oceanisch kampioenschap
- 1996:  OS Atlanta
- 1997:  Oceanisch kampioenschap
- 2000:  OS Peking
- 2001:  Oceanisch kampioenschap
- 2002:  WK
- 2003:  Oceanisch kampioenschap
- 2004:  OS Peking

 Ros Casares Valencia
- Spaans landskampioen: 2002, 2004
- Spaans bekerwinnaar: 2002, 2003, 2004